# Glagolitische Zahlschrift
Die glagolitische Zahlschrift ist eine Zahlschrift, die glagolitische Schriftzeichen verwendet. Ähnlich wie das griechisch-milesische System und wie das kyrillische System ist es ein Additionssystem, bei dem Buchstaben als Zahlzeichen für 1 bis 9, für die Zehner von 10 bis 90 und für die Hunderter von 100 bis 900 stehen. Anders als das griechische und wohl auch das kyrillische System (aber ebenso wie das armenische, das Konstantin-Kyrill gekannt hat) scheint das glagolitische aber auch über Zahlzeichen für die Tausender verfügt zu haben (von denen jedoch nur einige belegt sind).
| Arab. | Glag.   | Kyr.  |
| ----- | ------- | ----- |
| 1     | = Ⰰ = a | а = a |
| 2     | = Ⰱ = b | в = v |
| 3     | = Ⰲ = v | г = g |
| 4     | = Ⰳ = g | д = d |
| 5     | = Ⰴ = d | е = e |
| 6     | = Ⰵ = e | ѕ = ʒ |
| 7     | = Ⰶ = ž | з = z |
| 8     | = Ⰷ = ʒ | и = i |
| 9     | = Ⰸ = z | ѳ = ḟ |

| Arab. | Glag.   | Kyr.  |
| ----- | ------- | ----- |
| 10    | = Ⰺ = ï | і = ï |
| 20    | = Ⰻ = i | к = k |
| 30    | = Ⰼ = ģ | л = l |
| 40    | = Ⰽ = k | м = m |
| 50    | = Ⰾ = l | н = n |
| 60    | = Ⰿ = m | ѯ = x |
| 70    | = Ⱀ = n | о = o |
| 80    | = Ⱁ = o | п = p |
| 90    | = Ⱂ = p | ч = č |

| Arab. | Glag.    | Kyr.   |
| ----- | -------- | ------ |
| 100   | = Ⱃ = r  | р = r  |
| 200   | = Ⱄ = s  | с = s  |
| 300   | = Ⱅ = t  | т = t  |
| 400   | = Ⱆ = u  | ѵ = ÿ  |
| 500   | = Ⱇ = f  | ф = f  |
| 600   | = Ⱈ = ch | х = ch |
| 700   | = Ⱉ = ō  | ѱ = ps |
| 800   | = Ⱋ = št | ѡ = ō  |
| 900   | = Ⱌ = c  | ц = c  |

| Arab. | Glag.          | Kyr. |
| ----- | -------------- | ---- |
| 1000  | = Ⱍ = č        | —    |
| 2000  | = Ⱎ = š        | —    |
| 3000  | = Ⱏ = ъ        | —    |
| 4000  | = Ⱑ = ě        | —    |
| 5000  | = Ⱓ = ju       | —    |
| 6000  | Ⱒ = spidery kh | —    |
| 7000  | ?              | —    |
| 8000  | ?              | —    |
| 9000  | = Ⱔ? = ę?      | —    |

Von der kyrillischen Zahlendarstellung unterscheiden sich die glagolitischen vor allem dadurch, dass sich die Zahlenwerte der einzelnen Buchstaben nach der Reihenfolge des glagolitischen Alphabets richten und nicht nach den Entsprechungen im griechischen Alphabet. Dadurch kann es bei kyrillischen Texten, die aus einer glagolitischen Vorlage abgeschrieben wurden, zu Transliterationsfehlern kommen, indem etwa glagolitisch Ⰽ (k) ‘40’ mit kyrillisch к (k) ‘20’ oder gar Ⱍ (č) ‘1000’ mit ч (č) ‘90’ wiedergegeben wird.
Die Reihenfolge der Zeichen richtet sich nach der Sprechreihenfolge im Slawischen, so dass bei 11–19 die Einer vor den Zehnern stehen (vergleiche das Beispiel oben). Weitere Details zur Kombination der Zahlzeichen sind dem Artikel Kyrillische Zahlen zu entnehmen.